# Pascal Croci
Pascal Croci est un scénariste, dessinateur et coloriste français de bande dessinée. Né en 1961, il vit à Sévérac-le-Château dans l’Aveyron. 

## Biographie
Autodidacte, Pascal Croci produit ses premières œuvres de commande en dessinant pour la presse catholique des biographies en bande dessinée de saints et de bienheureux : Julie Billiart, Pierre Fourier, Pierre Victor Braun, Nicolas Barré, Marie Euphrasie Pelletier, Jean de la Croix…
Il connaît un certain succès avec une bande dessinée-document, Auschwitz, publiée en 2000, qui reçoit le Prix de l’Assemblée Nationale l'année suivante. Auschwitz est l’objet, avec Maus d’Art Spiegelman, d’un dossier du CRDP Poitou-Charentes, Dessiner l’indicible (édition Scerén, 2005), pour l’étude de la Shoah dans les collèges. Sur Actua BD, François Peneaud rapporte que : « Malgré les bonnes intentions de l’auteur, son travail fut critiqué, y compris par les témoins qu’il a interrogés ».
Il dessine en couleurs directes. Le premier volume du triptyque est directement inspiré d’une légende locale : Gloriande de Thémines, que son époux Louis d’Arpajon fait assassiner pour lui avoir été infidèle. Les albums suivants sont consacrés à Lady Tara Cornwall (personnage fictif) et Élisabeth Báthory.
Il réalise ensuite Dracula, une histoire en deux volumes sur la vie du prince de Valachie Vlad Tepes.
Ce diptyque est à l’origine d’une étude des auteurs sur l’univers de Dracula, À la recherche de Dracula : Carnet de voyage de Jonathan Harker (Le Pré aux clercs, 2008).
En 2010, il sort Christ, un nouvel album.

## Publications
- Julie Billiart, fondatrice des sœurs de Notre-Dame de Namur, C2L, collection Les Origines, 1984  (ISBN 2867110041)
- Artisan du renouveau de l’Église : Pierre Fourier, fondateur de la congrégation Notre-Dame, C2L Sadifa, collection Les Origines, 1985  (ISBN 2867110114)
- Pour qu’ils sachent que Dieu les aime : Pierre Victor Braun, fondateur des servantes du Sacré-Cœur de Jésus, C2L Sadifa, collection Les Origines, 1985  (ISBN 2867110149)
- Nicolas Barré, fondateur des sœurs de l’Enfant-Jésus : oser dire Dieu, C2L Sadifa, collection Les Origines, 1985  (ISBN 2867110165)
- Sainte Marie Euphrasie Pelletier : 1796-1868, Le Rameau, collection Les Origines, 1988  (ISBN 2867110645)
- Sœurs de Jésus au Temple : je dois être aux affaires de mon Père, Le Rameau, collection Les Origines, 1988 (ASIN B000722W4S)
- Siècle de sang T1 : L’Ermite assassin, Soleil, collection Soleil noir, 1994Écrit avec Richard D. Nolane.
- Jean de La Croix, Fleurus, collection Grandes Heures des chrétiens, 1995  (ISBN 2215012544)
- Congrégation des sœurs du Cœur de Jésus et de Marie : Tournon-sur-Rhône, Éditheo, 2001  (ISBN 2951283733)
- Auschwitz, Emmanuel Proust, collection « Atmosphères », 2000  (ISBN 978-2702493243)
- Gloriande de Thémines, Emmanuel Proust, collection « Atmosphères », 2002  (ISBN 978-2848100043)
- Lady Tara Cornwall, Emmanuel Proust, collection « Atmosphères », 2003  (ISBN 978-2848100241)[4].
- Le Prince Valaque Vlad Tepes, Emmanuel Proust, collection « Atmosphères », 2005  (ISBN 978-2848100845)Écrit avec Françoise-Sylvie Pauly.
- Le Mythe raconté par Bram Stoker, Emmanuel Proust, collection « Atmosphères », 2007  (ISBN 978-2848101286)Écrit avec Françoise-Sylvie Pauly.
- À la recherche de Dracula : Carnet de voyage de Jonathan Harker, Le Pré aux clercs, 2008  (ISBN 978-2-84228-327-8)Écrit avec Françoise-Sylvie Pauly.
- Cesium 137, Emmanuel Proust, collection « Atmosphères », 2008  (ISBN 978-2848101941)
- Élisabeth Báthory, Emmanuel Proust, collection « Atmosphères », 2009  (ISBN 978-2848102467)Écrit avec Françoise-Sylvie Pauly.
- Dracula édition intégrale, Emmanuel Proust, collection « Atmosphères », 2009  (ISBN 978-2848102122)Écrit avec Françoise-Sylvie Pauly.
- Christ, Emmanuel Proust, collection « Atmosphères », 2010  (ISBN 978-2848102603)
- Marie-Antoinette - Sweet Lolita, Emmanuel Proust, collection « Atmosphères », 2010  (ISBN 978-2-84810-302-0)Écrit avec Françoise-Sylvie Pauly.
- Janet Burroughs, Emmanuel Proust, 2011Écrit avec Françoise-Sylvie Pauly et Sandrine Py.
- Fan de… Michael Jackson, Emmanuel Proust, 2011
- Gloriande, duchesse d'Arpajon, 2012, Coécrit avec Jacques Chantelot
- Adolphe, Emmanuel Proust, 2013
- Carmilla, Emmanuel Proust, 2016
- Anorexie, Paquet, 2021
- Hitler, 2023

## Prix et distinctions
- 2001 : Prix de l’Assemblée Nationale[1] pour Auschwitz